# Museum für Naturkunde
Museum für Naturkunde (Muzeum přírodní historie) v Berlíně, je jedno z největších přírodovědeckých muzeí v současném Německu. Bylo založeno v roce 1810 jako univerzitní přírodopisná sbírka a původní kolekce sestávala především z exponátů, shromážděných ještě v éře Pruska. Postupně se však významně rozrostlo a například počátkem 20. století přibyly dnes proslulé exponáty dinosaurů z východoafrické lokality Tendaguru. V současnosti obsahují muzejní sbírky asi 25-30 milionů katalogových položek fosílií, minerálů i jiných přírodnin (zejména hmyzu a vycpanin).
Budova muzea sídlí v ulici Invalidenstrasse v Berlíně. Muzeum má zkratku MFN a ve svých sbírkách zahrnuje také známý (nejlépe zachovaný exemplář) "praptáka" archeopteryxe z bavorského Solnhofenu a nejvyšší smontovanou dinosauří kostru na světě (Giraffatitan brancai, výška 13,26 metru). V roce 2007 prošla expozice některými změnami a celkovou modernizací. V roce 2015 byla v expozici muzea umístěna kostra dravého dinosaura druhu Tyrannosaurus rex z Montany, její přezdívka je "Tristan".